# こみつじょう
こみつ じょう （1992年12月9日 - ）は、日本のグラビアアイドル、タレント、モデル、レースクイーン。愛知県出身。

## 人物
グラビアデビュー前にはOLだったという。自分のコスプレを見たグラビア関係者にスカウトされ、芸能界入り。
特技は書道で、特待生の資格を持っている。趣味は風呂で何か作業すること。アニメやサブカルチャーを好んでいる。
自ら「顔が困り顔の表情」と話す。

## 作品

### DVD
- こみつのひみつ（2017年4月20日、イーネット・フロンティア）
- 恋の奴隷（2017年8月25日、竹書房）
- ふたりの契約（2017年12月21日、イーネット・フロンティア）
- 秘蜜を味あわせて[3]（2018年4月20日、ラインコミュニケーションズ）
- いけないこと（2018年12月20日、イーネット・フロンティア）

## 出演

### 舞台
- アリスインプロジェクト「真約・魔銃ドナー[4]」（2019年8月7日 - 18日、池袋・シアターKASSAI） - ハイネ・アドラー 役